# IMG Worlds of Adventure
IMG Worlds of Adventure is een attractiepark in Dubai te Verenigde Arabische Emiraten. Het park is grotendeels overdekt en opende 15 augustus 2016. Het attractiepark heeft een oppervlakte van 140,000 m2 en staat in het teken van diverse films en series zoals: Cartoon Network en Marvel Comics.